# Бардадин, Василий Владимирович
Василий Владимирович Бардадин (1897—1978) — полковник Советской Армии, участник Первой мировой, Гражданской и Великой Отечественной войн, Краснознамёнец (1922). Полковник (17.07.1940).

## Биография
Василий Бардадин родился в 1897 году. Служил в царской армии, участвовал в боях Первой мировой войны, дослужился до звания младшего унтер-офицера. В 1918 году Бардадин пошёл на службу в Рабоче-крестьянскую Красную Армию. Участвовал в боях Гражданской войны, будучи начальником конной разведки 3-го Советского отряда, затем инструктором-пулемётчиком запасного Самарского полка, помощником командира взвода отдельного кавалерийского полка.
Активно участвовал в боях с басмаческими формированиями в Средней Азии, особо отличившись во время боя у кишлака Дурман 23 июля 1922 года. Приказом Революционного Военного Совета Республики № 147 от 4 октября 1923 года командир эскадрона 4-го кавалерийского полка 2-й отдельной кавалерийской бригады Василий Бардадин был награждён орденом Красного Знамени РСФСР.
После окончания войны Бардадин продолжил службу в Рабоче-крестьянской Красной Армии. В 1925 году он окончил кавалерийские курсы усовершенствования командного состава, после чего находился на различных командных должностях в кавалерийских подразделениях. Участвовал в боях Великой Отечественной войны, будучи сначала заместителем командира, а затем командиром 212-й моторизованной дивизии. Позднее командовал 91-й кавалерийской дивизией, был заместителем командира 4-го гвардейского кавалерийского корпуса, командиром 67-й кавалерийской и 300-й стрелковой дивизий, заместителем командира 59-го стрелкового корпуса. В 1946 году в звании полковника Бардадин был уволен в запас.
Был награждён орденом Ленина (21.02.1945), тремя орденами Красного Знамени (4.10.1923, 3.11.1944, …), орденами Отечественной войны 1-й степени (9.09.1945) и Красной Звезды (22.02.1941), орденом Красного Знамени Хорезмской НСР (5.10.1925) и рядом медалей.